# Mesut Can Tomay
Mesut Can Tomay (* 2. Juni 1999 in Istanbul) ist ein türkischer Schauspieler und Webvideoproduzent.

## Leben und Karriere
Schon in jungen Jahren wurde er durch seine Teilnahme an der Show Yetenek Sizsiniz Türkiye bekannt, wo er durch humorvolle Imitationen bis ins Halbfinale kam. Seine erste Schauspielrolle erhielt er 2012 in der Serie Türk'ün Uzayla İmtihanı, wo er den Charakter Tarkan Yıldırım spielte. Unter anderem trat er 2016 in İkinci Şans auf. Anschließend bekam er 2017 in dem Film Maide'nin Altın Günü eine Hauptrolle.
Seit 2019 betreibt er einen YouTube-Kanal mit 2,3 Millionen Abonnenten unter seinem Namen (Stand: 4. März 2025). Häufig arbeitet er mit seinem Youtube-Kollegen Ali Biçim zusammen. Bekannt ist ihr gemeinsames Projekt Tam Kafadan Karavana sowie ihre Show O Adam Oldun Mu?, die über die Plattform Exxen veröffentlicht wurde.

## Filmografie
Filme
- 2013: Mc Dandik
- 2016: Yolsuzlar Çetesi
- 2016: İkinci Şans
- 2017: Maide'nin Altın Günü
- 2020: Tam Kafadan Karavana

Serien
- 2012: Türk'ün Uzayla İmtihanı
- 2013: Gönül Hırsızı
- 2014: Hom Ofis
- 2015: Heredot Cevdet Saati
- 2016: Kördüğüm
- 2018: Tam Kafadan
- 2020: Menajerimi Ara
- 2021: O Adam Oldun Mu?